# Élection présidentielle estonienne de 2011
L'élection présidentielle estonienne de 2011 (en estonien : 2011. aasta Eesti presidendivalimised) s'est tenue le 29 août 2011, au suffrage universel indirect. Elle devait déterminer le successeur de Toomas Hendrik Ilves, élu en 2006.
Le président sortant a été réélu dès le premier tour, dépassant largement la majorité qualifiée requise au sein du Riigikogu. C'est la première fois depuis l'indépendance du pays que le scrutin se fait en un seul tour.

## Règles

### Procédure
Le président de la république d'Estonie est élu pour un mandat de cinq ans, renouvelable consécutivement une seule fois, au suffrage universel indirect selon une procédure en deux temps.
Aux trois premiers tours de scrutin, seuls votent les 101 députés membre du Riigikogu. Pour être élu, tout candidat doit recueillir le soutien d'au moins les deux tiers des députés, soit en l'espèce 68 voix. En cas d'échec au premier tour, un deuxième tour a lieu le lendemain. Si celui-ci ne permet pas de désigner un nouveau chef de l'État, un troisième tour de scrutin est tenu le même jour, où seuls peuvent se présenter les deux candidats arrivés en tête du deuxième tour.
Si personne n'a été élu à l'issue de ces trois tours, un collège électoral, constitué des députés et de représentants des collectivités locales, est convoqué par le président du Riigikogu dans un délai d'un mois. Est élu celui qui obtient la majorité absolue des voix. Si ce quatrième tour est infructueux, un cinquième est organisé, et voit la victoire du candidat qui obtient le plus grand nombre de voix.

### Conditions de candidature
Aux deux premiers tours, seuls peuvent être candidats les citoyens estoniens âgés d'au moins 40 ans et pouvant justifier du soutien d'au moins un cinquième des députés, c'est-à-dire 21 élus. Au quatrième tour, outre les deux candidats ayant obtenu le plus grand nombre de voix au Riigikogu, tout citoyen justifiant du soutien de 21 membres du collège électoral a le droit d'être candidat.

## Candidats

### Nom

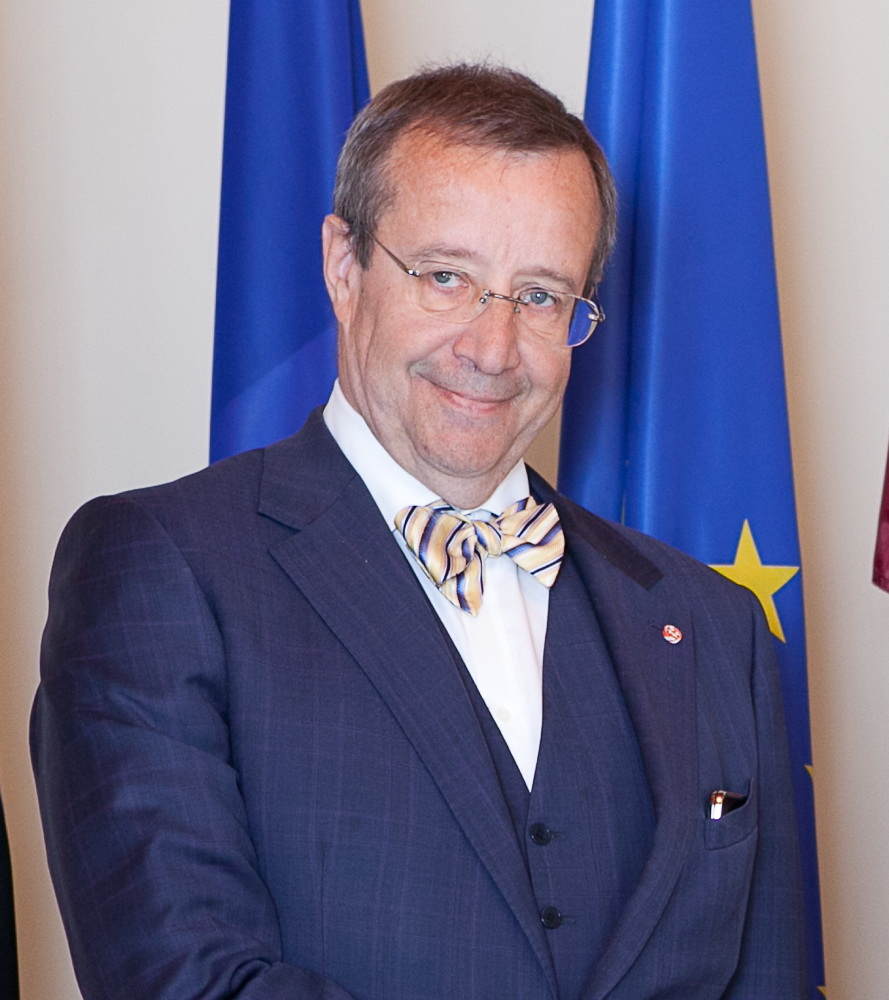
Toomas Hendrik Ilves, président sortant
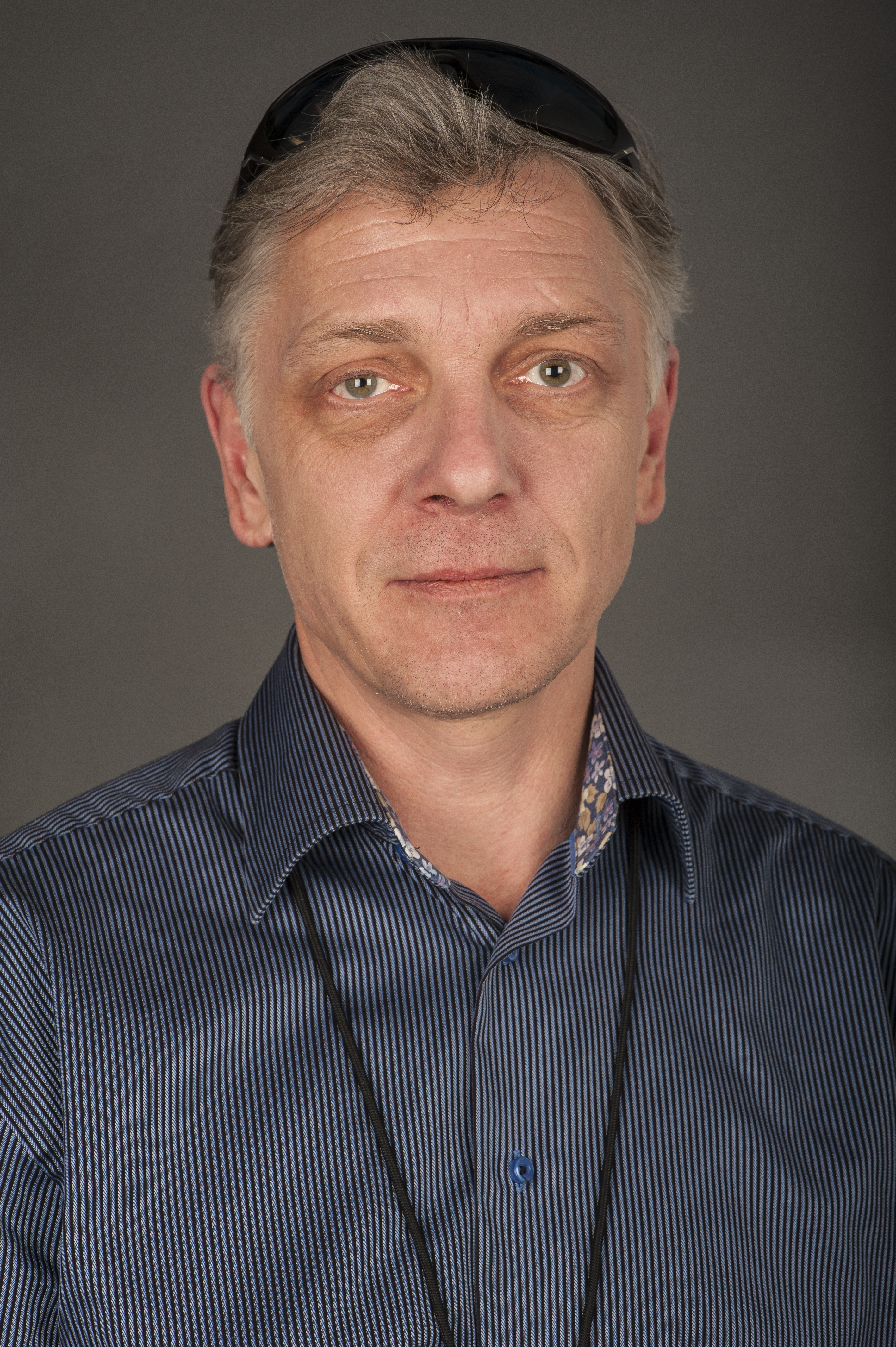
Indrek Tarand (Indépendant)

### Désignation
Le président sortant disposait du soutien du Parti de la réforme (ERE), du Premier ministre Andrus Ansip, de l'Union Pro Patria et Res Publica (IRL), du ministre de la Défense Mart Laar, tous deux classés au centre droit, et de son ancien parti, le Parti social-démocrate (SDE), de l'opposant Sven Mikser. Indrek Tarand, élu député européen en 2009 en tant qu'indépendant, était appuyé par le Parti du centre (EKE), du maire de Tallinn Edgar Savisaar. Théoriquement, Ilves pouvait compter sur 75 des 101 députés, et Tarand sur les 26 autres.

## Résultats
| Candidats | Candidats                 | Suffrages |
| Candidats | Candidats                 | 1er tour  |
| --------- | ------------------------- | --------- |
|           | Toomas Hendrik Ilves      | 73        |
|           | Indrek Tarand             | 25        |
|           | Abstentions, blancs, nuls | 3         |

Le président de la république d'Estonie sortant, Toomas Hendrik Ilves, ayant obtenu la majorité qualifiée requise dès le premier tour, il est réélu pour un second mandat de cinq ans. C'est la première fois depuis l'indépendance du pays, en 1991, qu'un candidat se trouve élu à l'issue du premier tour.